# Comitas obtusigemmata
Espèce
Synonymes
- Surcula obtusigemmata Schepman, 1913[2]

Comitas obtusigemmata est une espèce de bigorneaux, un mollusque gastéropode marin de la famille des Pseudomelatomidae.

## Description
La longueur de la coquille atteint 22,5 mm et son diamètre 9,5 mm.
(Description originale) La coquille mince est largement fusiforme, avec une flèche pyramidale et un canal siphonnaire plutôt long et mince. Sa couleur est gris jaunâtre. Le protoconche du plus grand spécimen manque. Les six verticilles restantes ne sont pas très convexes, mais apparemment par une rangée de perles grossières, obtuses et arrondies, près de la base des verticilles supérieures et de la périphérie du verticille du corps, où elles sont au nombre de quatorze ; une deuxième rangée de petits tubercules, arrondis en verticilles supérieures, ayant le caractère de plis obliques sur les inférieures, passe juste en dessous des sutures profondes, sur une côte sous-cuturale. La partie inférieure de la coquille est lyrée, deux petites liraes dans les interstices des perles périphériques, deux fortes sous les perles du verticille du corps et de nombreuses plus faibles sur la base et le canal siphonal. La coquille est recouverte de très fines lignes de croissance. Le verticille du corps est fortement atténué en dessous. L'ouverture est ovale, anguleuse en haut, se terminant par un canal siphoïde plutôt long et étroit en bas. Le péristome est mince, avec un sinus large et peu profond au-dessus, puis fortement prolongé. Le bord columellaire est plutôt droit, dirigé vers la gauche près du canal siphonal et le long de celui-ci, avec une fine couche d'émail blanc.

## Distribution
Cette espèce marine est présente dans la Mer d'Arafura et dans la Mer de Chine méridionale.